# Banzi
Banzi község (comune) Olaszország Basilicata régiójában, Potenza megyében.

## Fekvése
A megye északkeleti részén fekszik. Határai: Genzano di Lucania, Palazzo San Gervasio és Spinazzola.

## Története
A települést az ókor során az oszkok alapították. A középkor során bencés szerzetesek birtoka volt, majd 1089-től a normann Szicíliai Királyság része lett. Önálló 1806-ban lett, amikor a Nápolyi Királyságban eltörölték a feudalizmust. 

## Népessége
A népesség számának alakulása:

## Főbb látnivalói
- Santa Maria-templom